# Dashen Beer
El  Dashen Beer ( Dashen Beer FC), es un equipo de fútbol de Etiopía que juega en la Liga etíope de fútbol, la categoría de fútbol más importante del país.

## Estadio
Su estadio es el Gondar Stadium.

## Plantilla 2014
- Epherem Wondwesen
- Tewdros Gitsadik
- Sleman Ahemed
- Muluneh Getahun
- Aynalem Hailu
- Mesfen Wendemu
- Yared Zewdeneh
- Faysel Mohammed
- Jilalo Shafi
- Dereje Hailu
- Asrat Megersa
- Yetesha Gizaw
- Ermias Hailu
- Dereje Alemu
- Adamu Numoro
- Tewderos Getenet
- Haileeyesus Berehanu
- Wekil Redi
- Webeshet Kasaye
- Ashenafi Yetayew
- Menyahel Yimer
- Yonathan Kebede